# Icône russe
Pour un article plus général, voir Icône (religion).
Icônes russes.

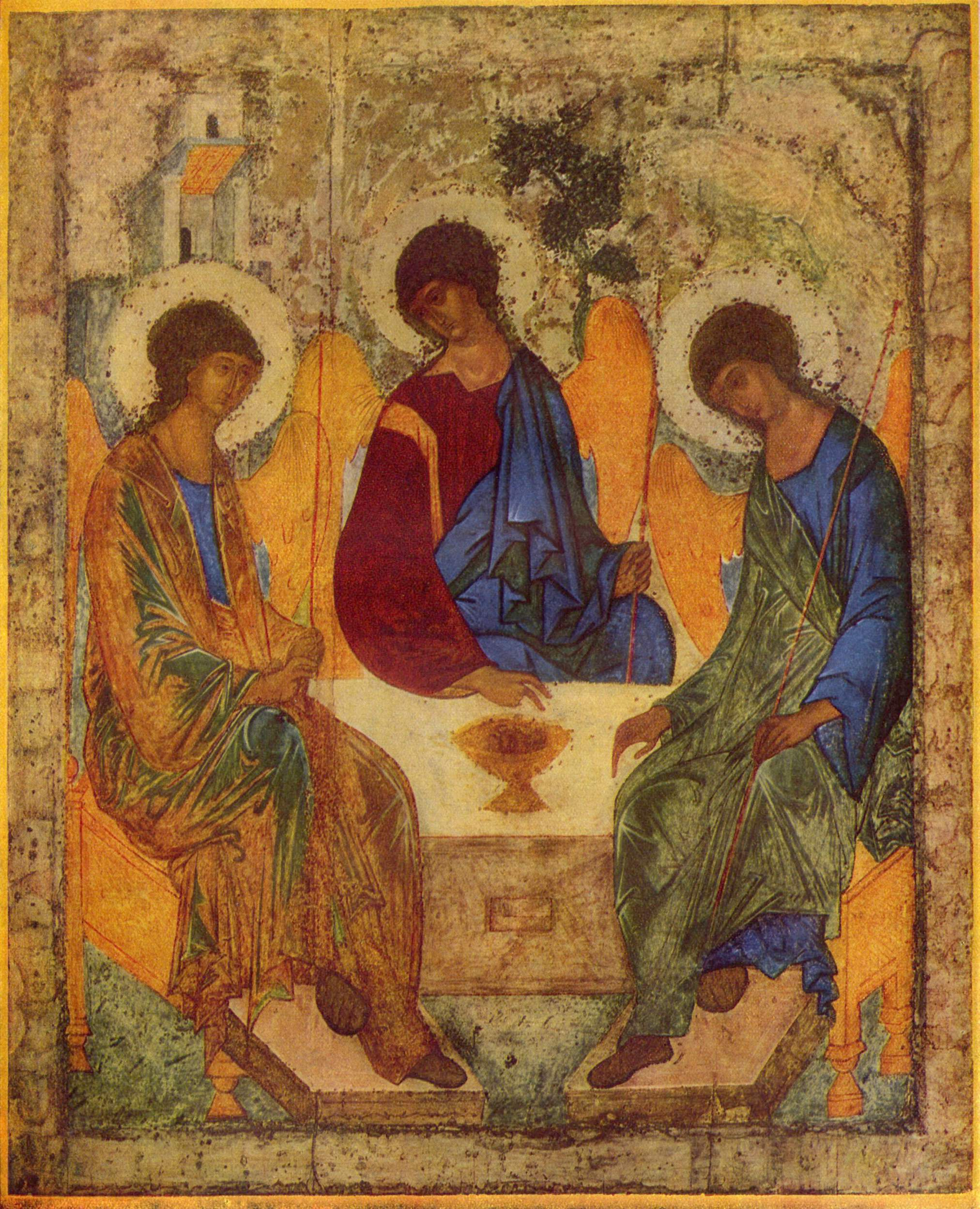
Andreï Roublev, Icône de la Trinité ou Les trois anges à Mambré (1410), Galerie Tretiakov, Moscou.

L'utilisation et la fabrication des icônes se sont répandues dans la Rus' de Kiev à la suite de sa conversion à la religion orthodoxe en 988. En règle générale, ces icônes suivent de près les modèles et formules de l'art byzantin, développés depuis sa capitale de Constantinople. C'est de cette ville et de Grèce que sont venus les premiers peintres d'icônes. Progressivement, les russes ont élargi le vocabulaire stylistique et les différents types d'icônes pour arriver à un art abouti qui ne se retrouve nulle part dans le monde orthodoxe.
Une école particulière émerge, dès le XIe siècle, celle de Novgorod, mais les traditions personnelles, innovantes et créatives de l'art religieux d'Europe occidentale ont été largement absentes en Russie avant le XVIIe siècle. À cette époque la peinture d'icône russe a été très fortement influencée par les peintures et gravures religieuses de l'Europe protestante et catholique. Au milieu du XVIIe siècle, les changements instaurés dans la liturgie et les pratiques religieuses par le patriarche Nikon ont abouti à un schisme dans l'Église orthodoxe russe, connu aussi sous le nom de Raskol. Les traditionalistes, appelés les vieux-croyants ou vieux-ritualistes, ont conservé le style traditionnel des icônes, tandis que l'Église d'État a modifié ses pratiques. C'est à partir de cette époque que les icônes ont été peintes non seulement dans le style non-réaliste traditionnel, mais aussi dans un style mêlant tradition russe et réalisme de l'Europe occidentale, proche de l'art catholique. À partir de la fin du XVIIe siècle, les icônes russes montrent de plus en plus l'influence de la peinture hollandaise et flamande.
Les icônes russes sont essentiellement des peintures sur bois, souvent petites, bien que dans certaines églises et monastères elles peuvent être plus larges. Quelques icônes russes sont faites de cuivre. Beaucoup de maisons en Russie ont des icônes accrochées au mur, dans le krasny ugol.
Une riche histoire et un symbolisme religieux élaboré se sont développés autour des icônes. Dans les églises russes, la nef est traditionnellement séparée du sanctuaire par une iconostase (en russe : иконостас, ikonostas), une cloison à plusieurs étages d'icônes superposées avec deux portes en son centre.
Les Russes parlent parfois d'une icône comme ayant été « écrite », parce qu'en russe (comme en grec), le même mot (писать, pisat) signifie à la fois peindre et écrire. Les icônes sont considérées comme l'Évangile peint.
Les icônes considérées miraculeuses sont dites apparues. L'apparition (явление, yavlenie) d'une icône est sa supposée découverte miraculeuse. « A true icon is one that has appeared, a gift from above, one opening the way to the Prototype and able to perform miracles ».

## Redécouverte des icônes
Depuis l'époque de Pierre Ier le Grand jusqu'au début du XXe siècle presque personne ne témoignait d'intérêt pour la valeur artistique des icônes. Celles-ci  étaient recouvertes de rizas ou oklads, masquées par la trace de suie des bougies, si bien qu'il était impossible de les voir. L'Icône de la Trinité d'Andreï Roublev fut une des premières à être restaurée. Mais à peine restaurée elle disparut à nouveau derrière sa riza. C'est le collectionneur Ilya Ostroukhov qui entreprit une nettoyage systématique des icônes de sa splendide collection. Ce sont celles de Veliki Novgorod qui furent les premières à être représentées à un large public. Après la Révolution d'Octobre de 1917, l'État prend en main la restauration des reliques de la peinture russe primitive. Les décrets de Lénine sur la nationalisation des œuvres d'art vont conduire à fonder de vastes dépôts de peintures à la galerie Tretiakov à Moscou et au Musée russe à Saint-Pétersbourg. Des expéditions scientifiques sont organisées dans la province russe qui permettent durant tout le XXe siècle d'accroître sans cesse les collections constituées. En 1947, est créé le Musée central de la culture et de la peinture russe ancienne Andreï Roublev au monastère Andronikov. À l'époque soviétique il a fallu justifier l'intérêt pour des icônes, objets sacrés dont l'Église donnait son interprétation, et faire la distinction entre l'intérêt pour leur seule valeur artistique et non plus comme objets de culte.

## Icônes de Novgorod
La peinture d'icônes se manifeste à Novgorod par des traits byzantinisant et locaux. Les premières icônes datent de la construction de la Cathédrale Sainte-Sophie vers l'an 1050. Les motifs préférés des Novgorodiens sont les visages sereins à grands yeux, derrière lesquels se devine une tension intérieure palpable.
Ce sont des représentations de la théologie de l'icône. Novgorod fut sauvée des pillages Tatares mais la production artistique fut ralentie par l'invasion. Par contre, la rupture des contacts d'avec Byzance fut propice au développement de la tradition locale.
Dans la seconde moitié du XIVe et début du  XVe siècle, Novgorod connait une reprise extraordinaire de la construction et de la création artistique. Les valeurs républicaines exercent une influence immédiate sur les arts en promouvant l'initiative personnelle. La venue de peintres étrangers favorise encore ce climat de liberté. C'est à Théophane le Grec que l'on doit la décoration de l'Église de la Transfiguration-du-Sauveur-sur-Iline en 1378.
Vers le milieu du XIVe siècle la Russie va renouer les contacts avec Byzance. Les artistes de Novgorod vont être marqués  par l'art tardif qui en résulte. La simplicité des lignes, l'expressivité des figures aux regards perçants vont coexister avec la recherche d'une distribution aisée et spacieuse, avec des figures sveltes à lignes arrondies dont Andreï Roublev avait le secret mais qu'il exerça lui, surtout à Vladimir et à Moscou. La plupart des icônes originaires de Novgorod se trouvent aujourd'hui à la cathédrale de la Dormition de Moscou, à la Galerie Tretiakov située également à Moscou, ou encore au Musée Russe à Saint-Pétersbourg.
- Saint Georges (XIIe et début du  XIIIe siècle). Cathédrale de la Dormition de Moscou
- Annonciation d'Oustioug (1120-1130) (Galerie Tretiakov)
- Saint Georges (Galerie Tretiakov) 1130 (?)
- Notre-Dame du Signe (Cathédrale Sainte-Sophie de Novgorod)
- Sainte-Face (Novgorod) (Galerie Tretiakov) 1191 (?)
- Nicolas Lipenski Musée de Novgorod 1294
- L'ange aux cheveux d'or (Musée Russe) XIIe siècle
- Madone de tendresse (Cathédrale de la Dormition de Moscou) XIIe siècle
- Dormition aux nuages (Galerie Tretiakov) (XIIe et début du  XIIIe siècle).
- Icône de Nicolas du monastère de l'Esprit-Saint (Musée Russe) XIIIe siècle
- Le Miracle de saint Georges (Musée Russe) XVe siècle
- Saint Basile le Grand, milieu XVIe siècle, tempera sur bois de 147 × 54 cm), Musée national de Novgorod[9]

Icônes de Novgorod
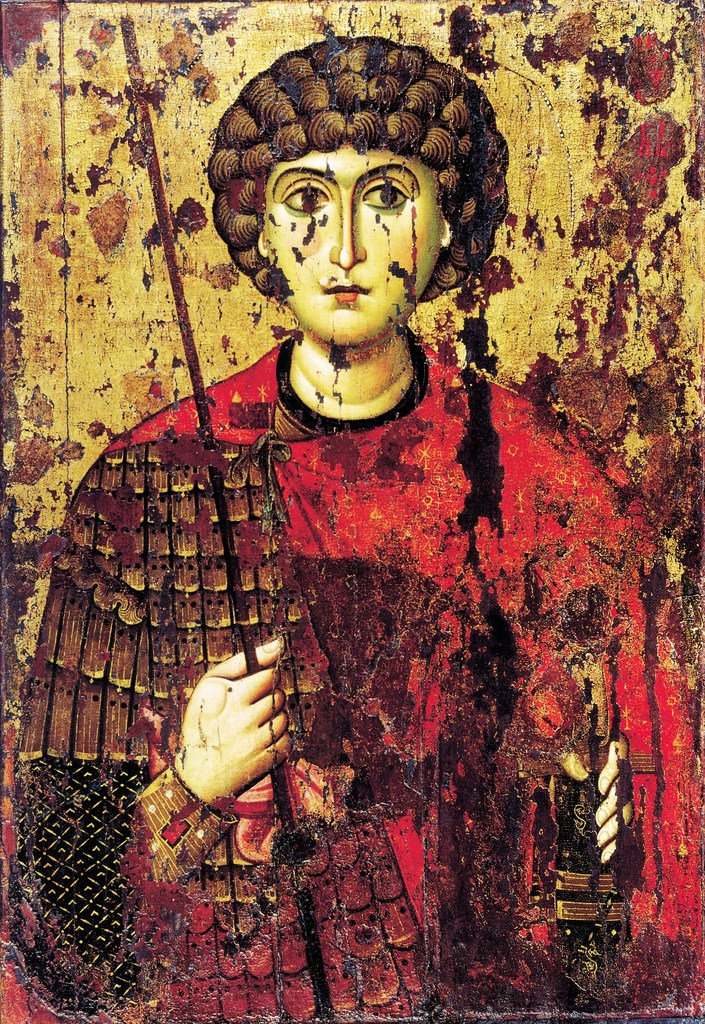
Saint Georges Cathédrale de la Dormition
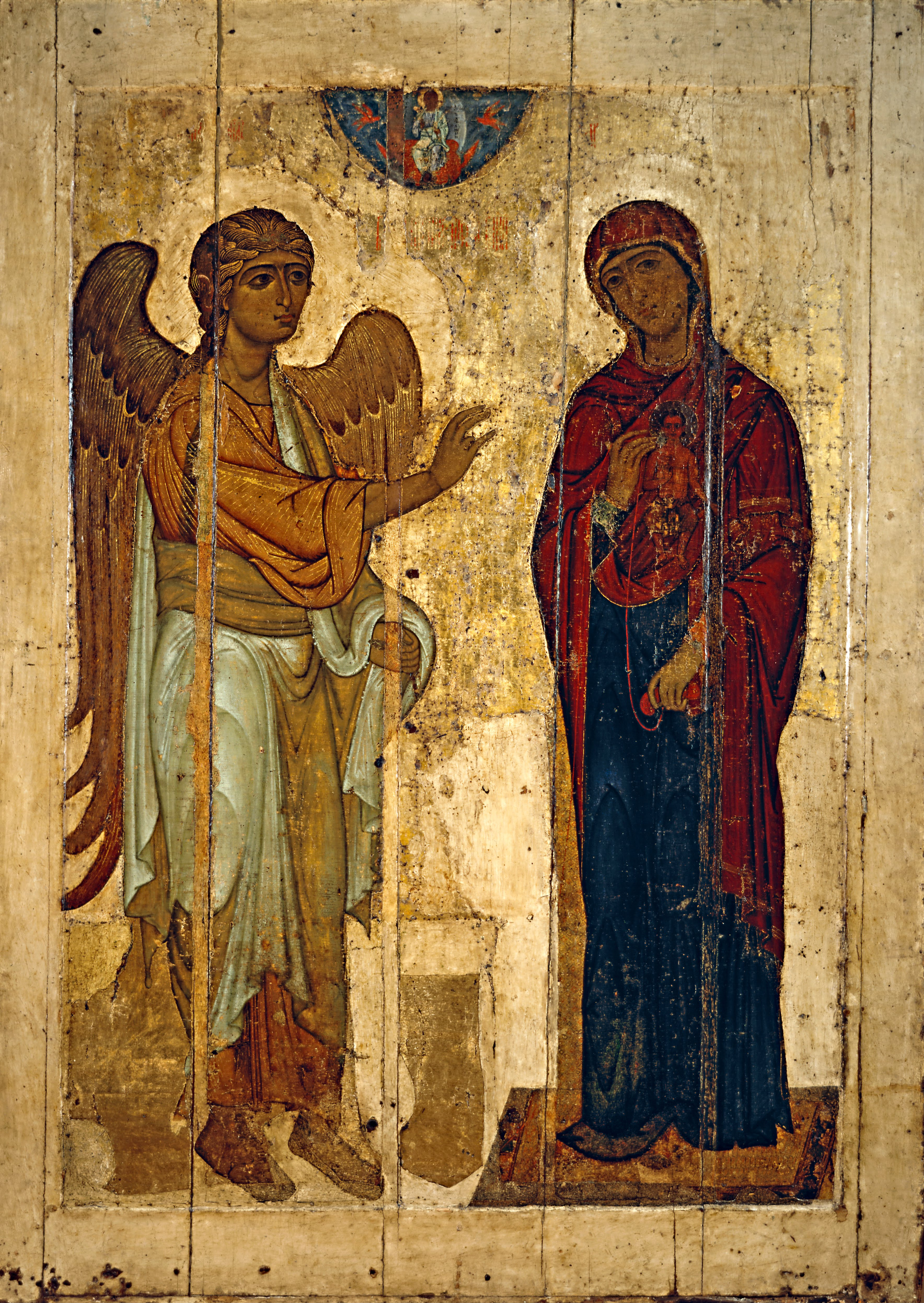
Annonciation d'Oustioug
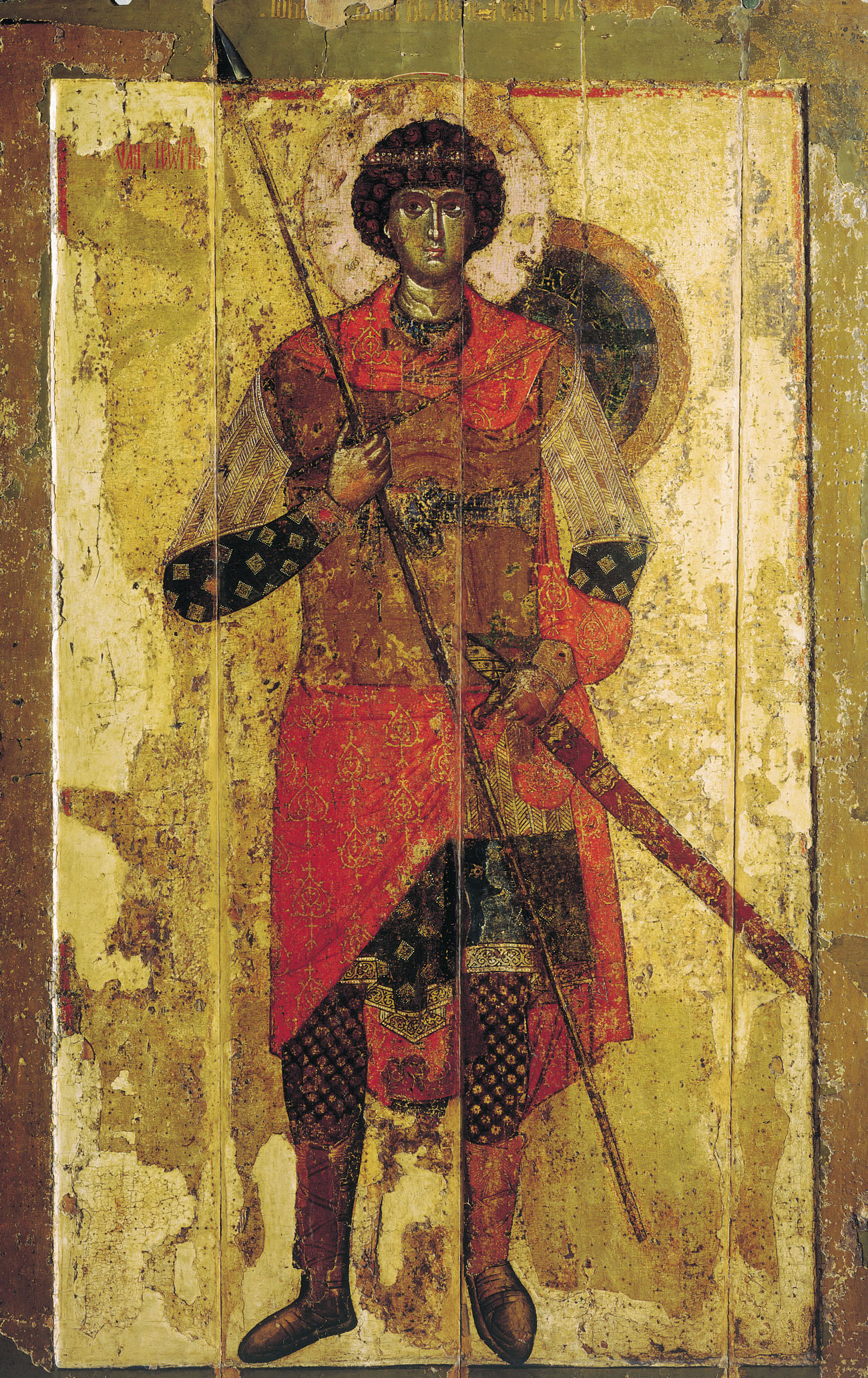
Saint Georges Galerie Tretiakov
Notre-Dame du Signe Cathédrale Sainte-Sophie
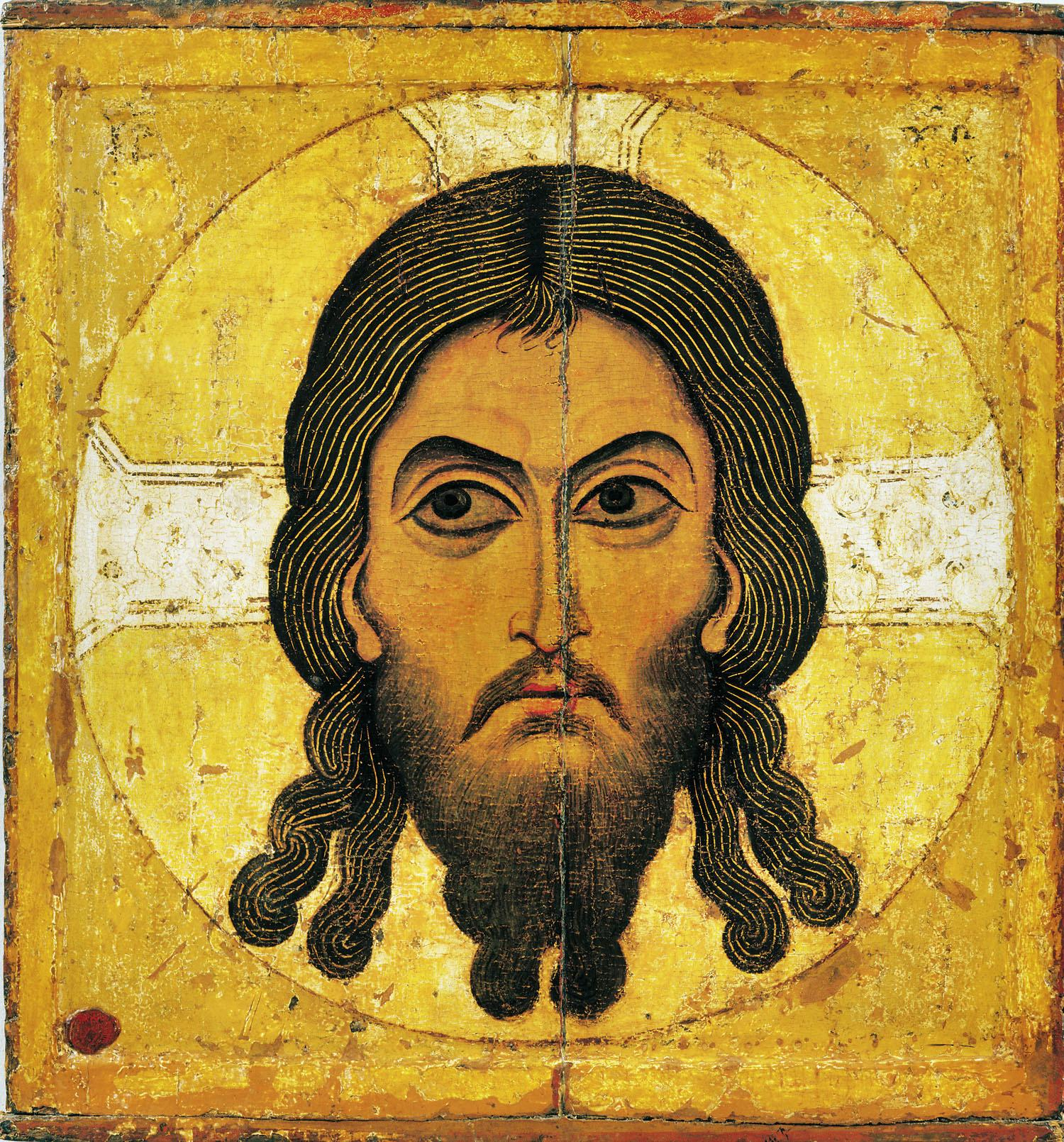
Sainte-Face (Novgorod) Galerie Tretiakov
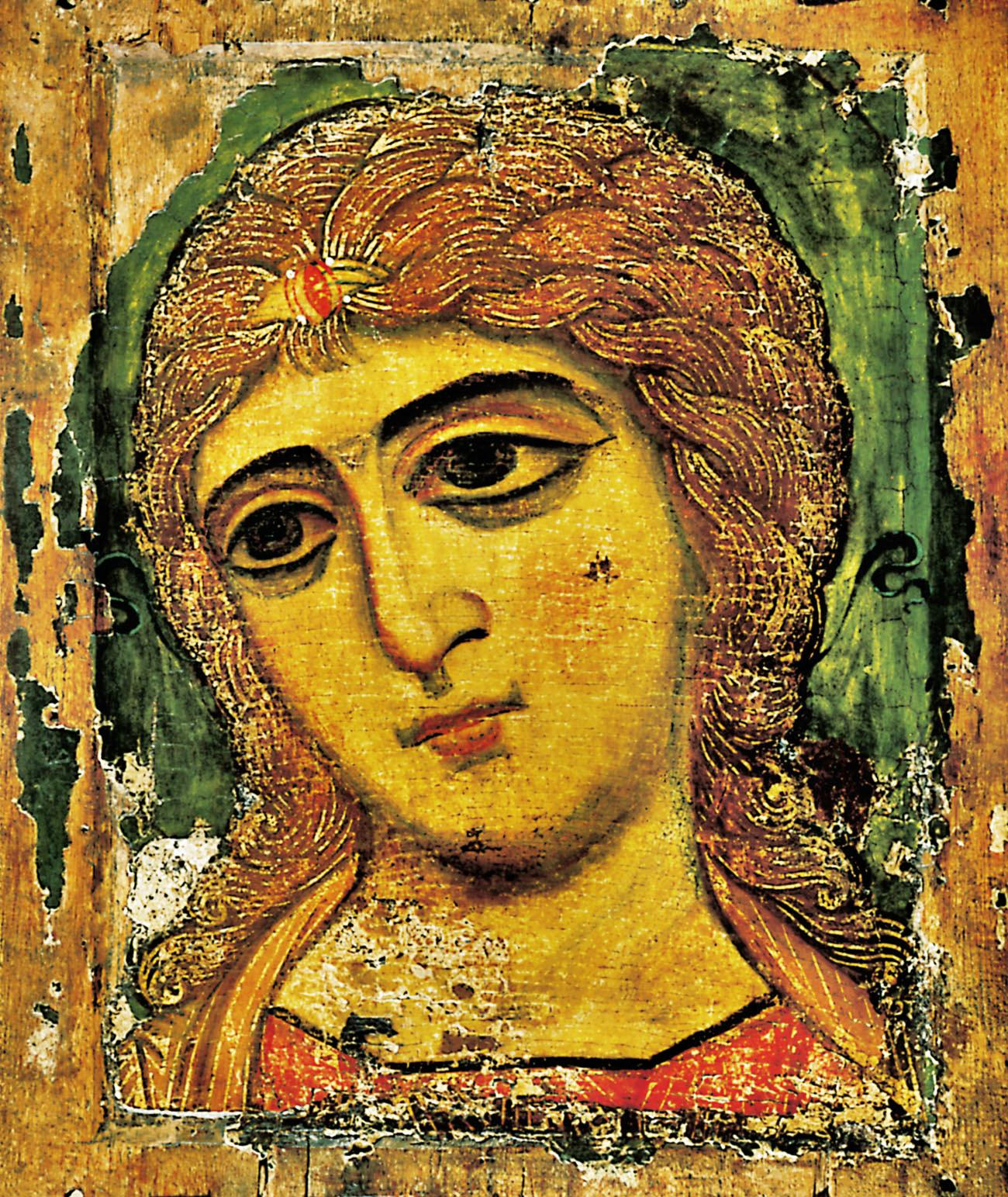
L'ange aux cheveux d'or
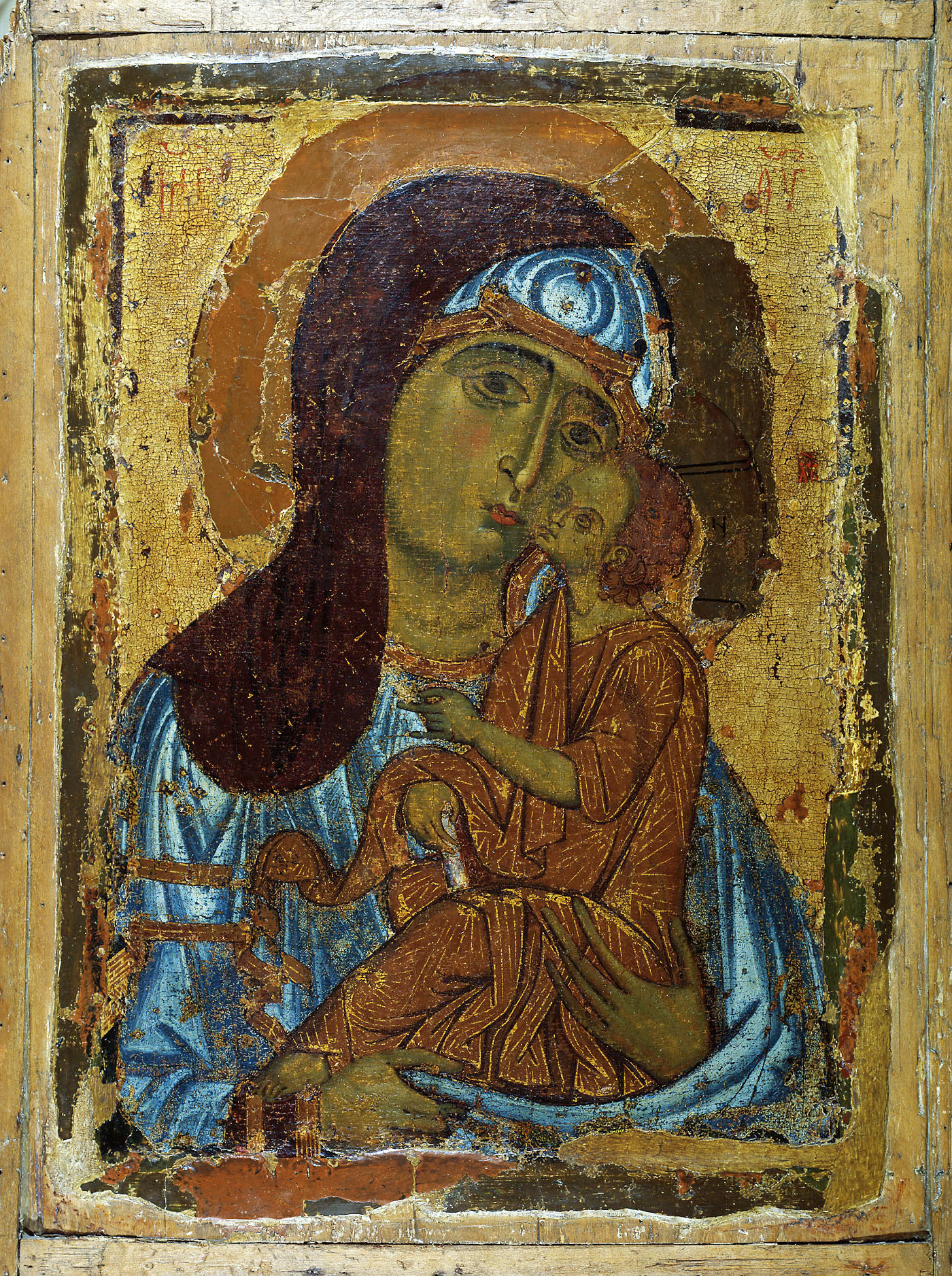
Madone de tendresse
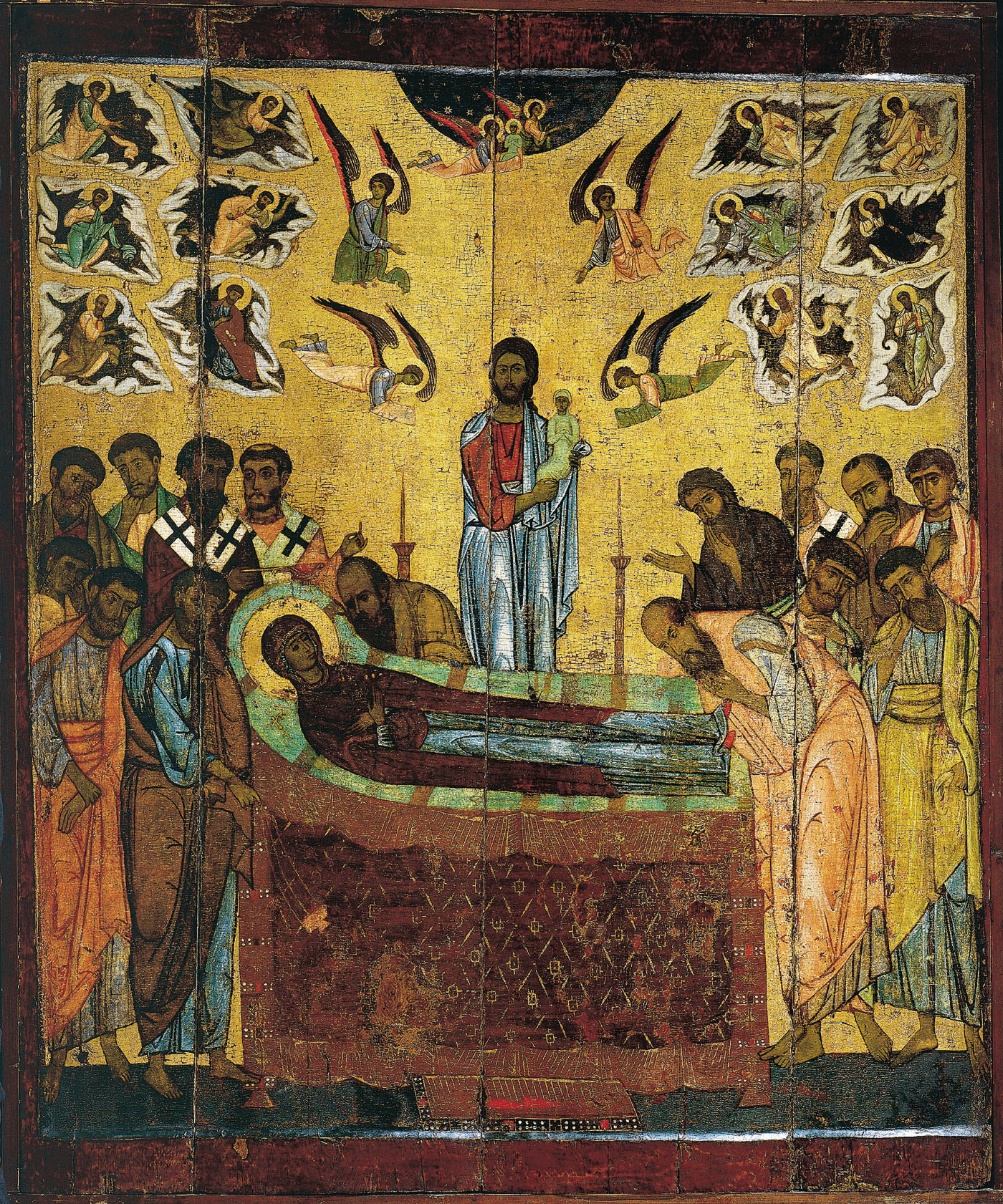
Dormition aux nuages
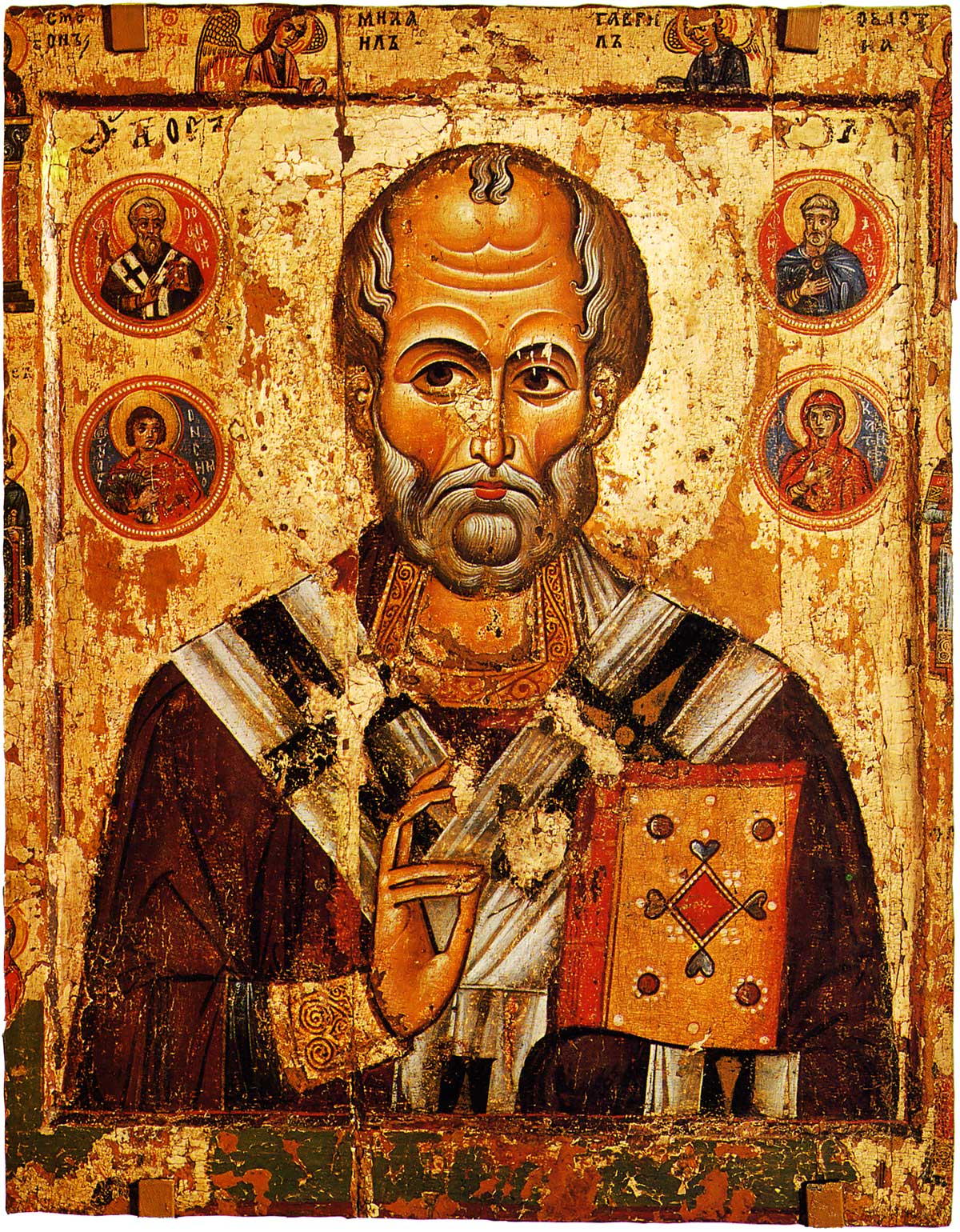
Icône de Nicolas du monastère de l'Esprit-Saint
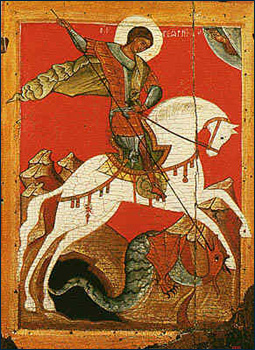
Le Miracle de saint Georges
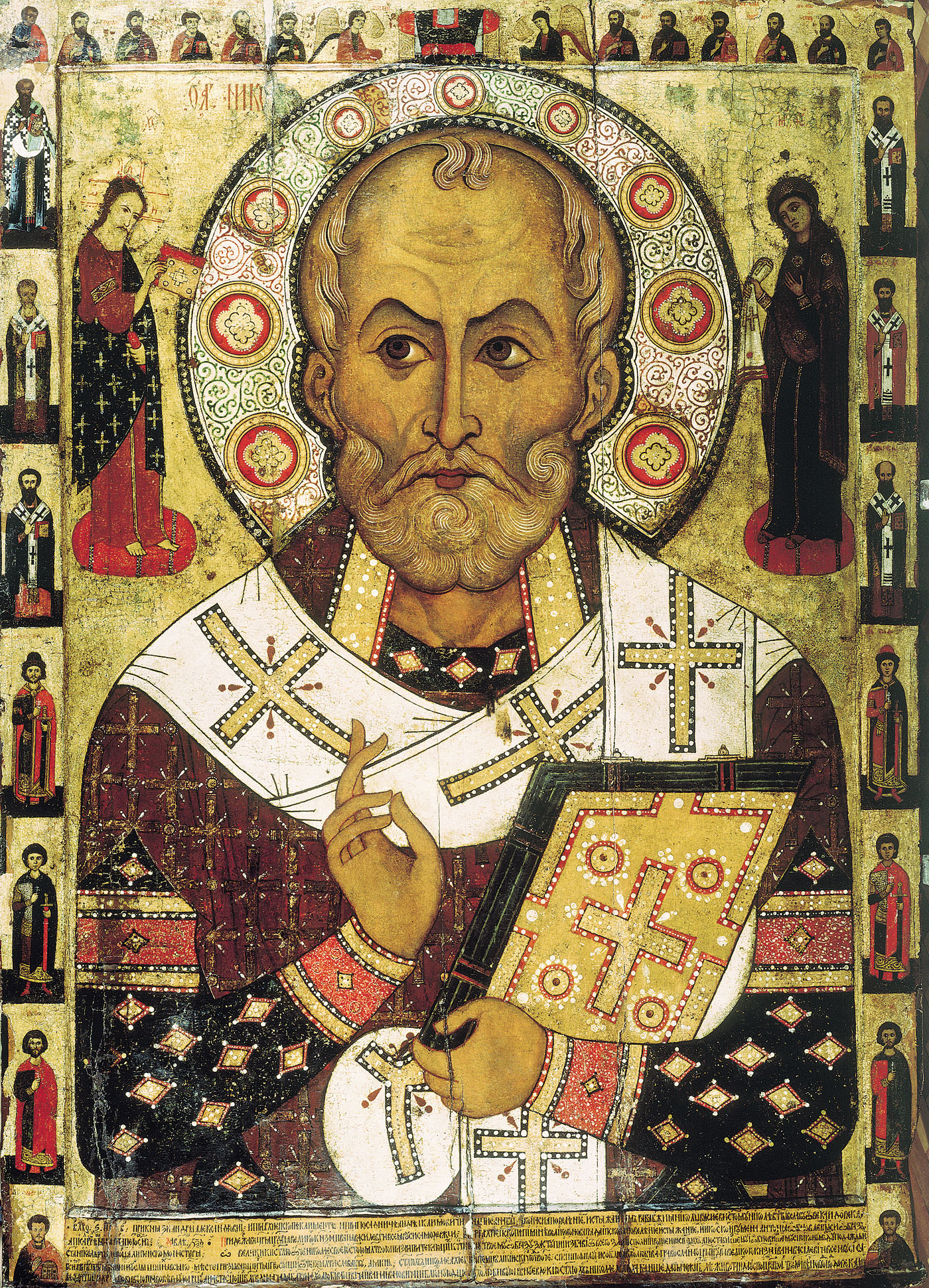
Nicolas Lipenski

## Icônes de Pskov

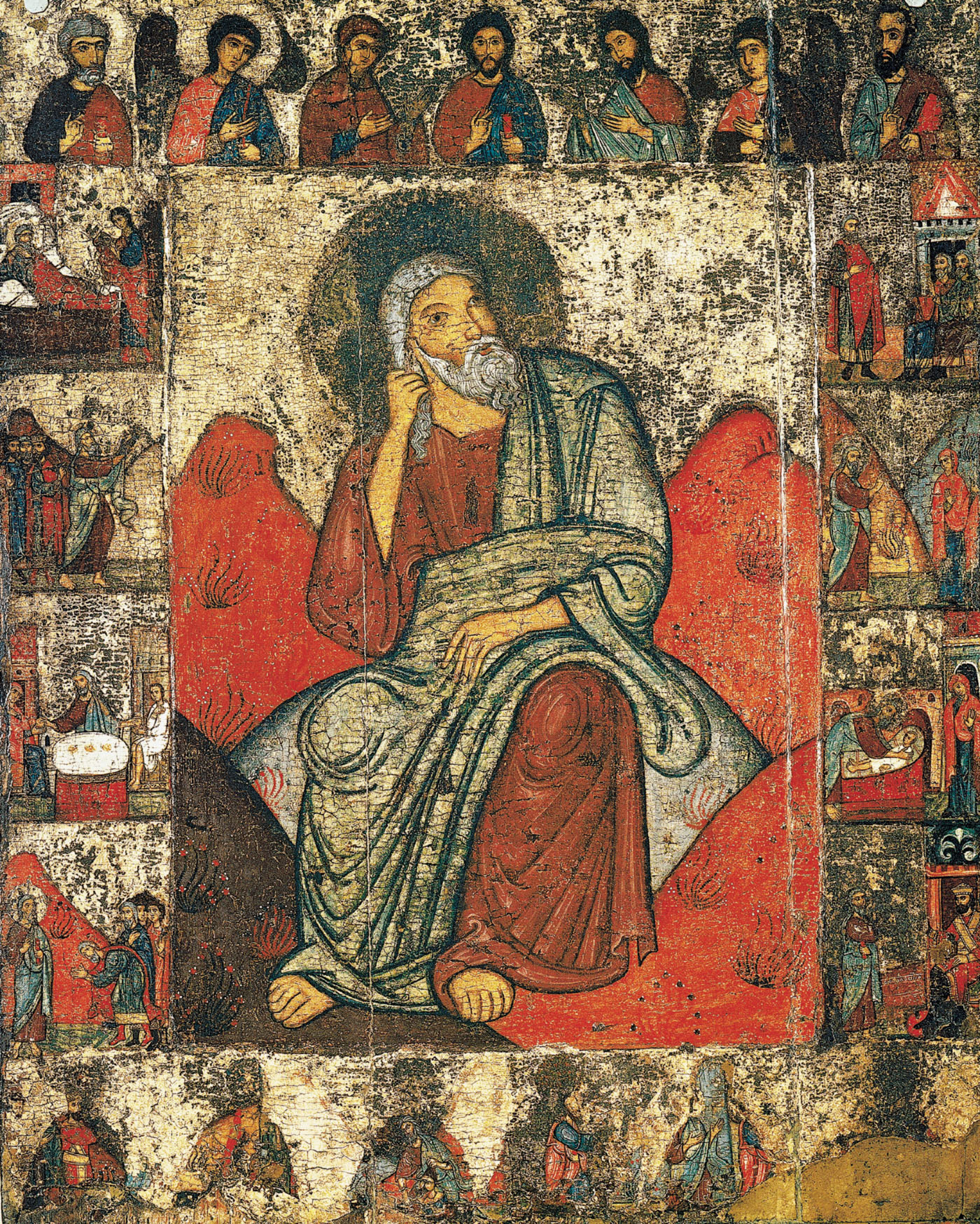
Le Prophète Élie au désert, icône originaire de Pskov.

L'école de peinture d'icônes de Pskov remonte à la fin du XIIIe siècle début du XIVe siècle. Ses icônes sont classées parmi les icônes russes postmongoles. Peu d'icônes nous sont toutefois parvenues et, de plus, relativement tard. Elles sont exposées à la Galerie Tretiakov ou au 
Musée Russe. Mais le musée de Pskov en possède toutefois 700 exposées dans trois salles de l'hôtel Pogankine.
Dès ses origines, la peinture de Pskov possède des particularités de par son approche individuelle des sujets et le dynamisme de ses compositions. C'est à Pskov que se manifeste le développement d'un style libre, pittoresque et expressif. L'expressivité est sans doute due aux conceptions du monde des habitants habitués aux guerres et aux évènements dramatiques, du fait de leur position géographique près des frontières. L'œuvre de Théophane le Grec à Novgorod a exercé une influence importante sur les artistes de Pskov. Il était en effet très proche de la perception pskovienne de l'art : prédilection pour des coloris ténébreux, rehauts blancs et assistes sur les visages et les vêtements sombres, laconisme, nuances de vert foncé, de rouge et de jaune. Ces icônes manifestent aussi un certain archaïsme dans le style, comme celui de l'icône d'Élie le prophète.

## Icônes de Russie centrale (Iaroslavl, Vladimir et Souzdal)
Les maîtres de Iaroslavl, Vladimir, Souzdal, Rostov Veliki, jouent un rôle important dans l'art du XIIIe siècle. Ils avaient leur propre style d'une grande richesse et originalité. Malheureusement il ne reste guerre d'icônes pré-mongoles de cette région du fait que c'est elle qui a subi de front les assauts des hordes mongoles.

Icônes de Russie centrale
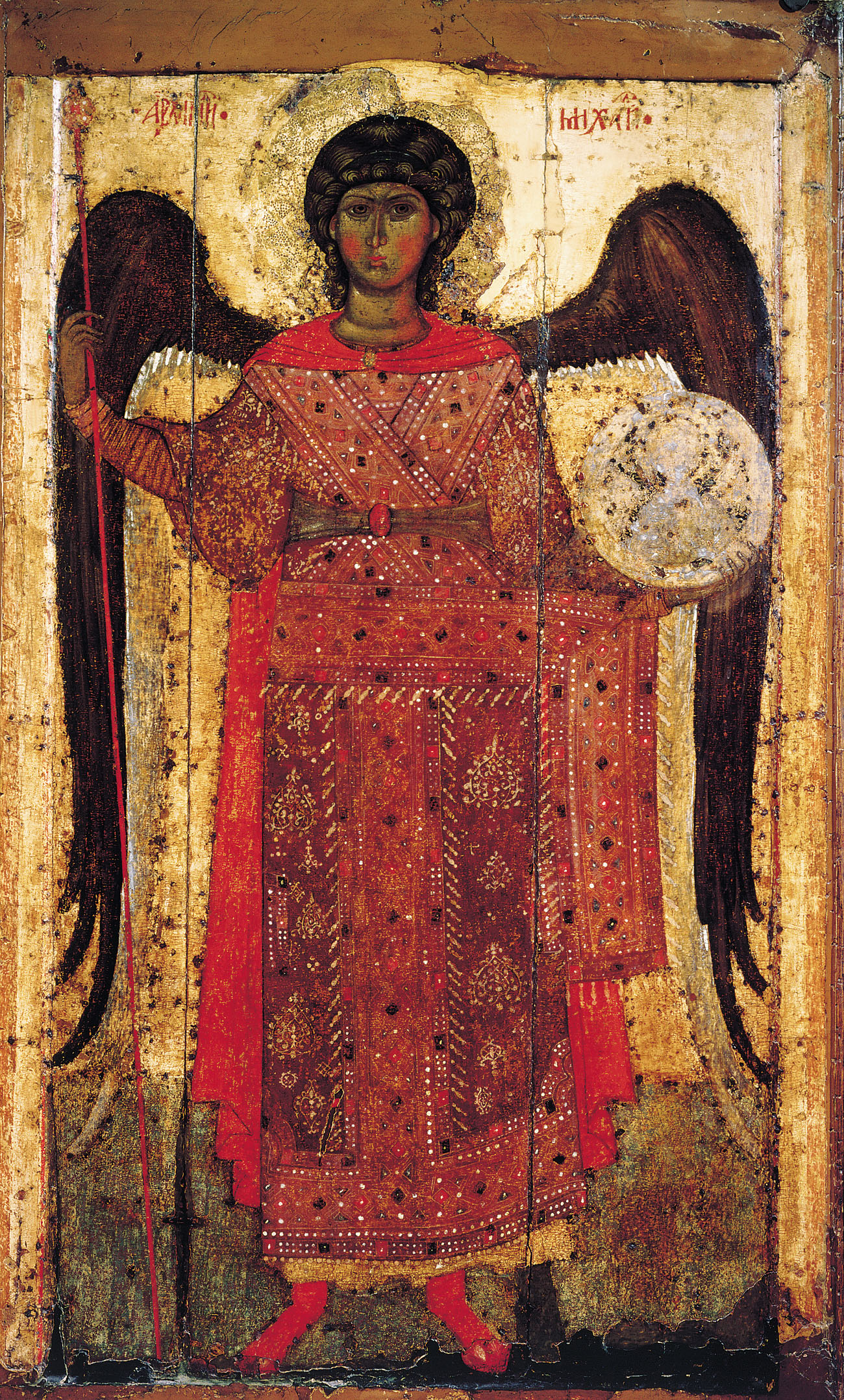
L'Archange Mikhaïl (Iaroslavl, XIIIe siècle, GTG)
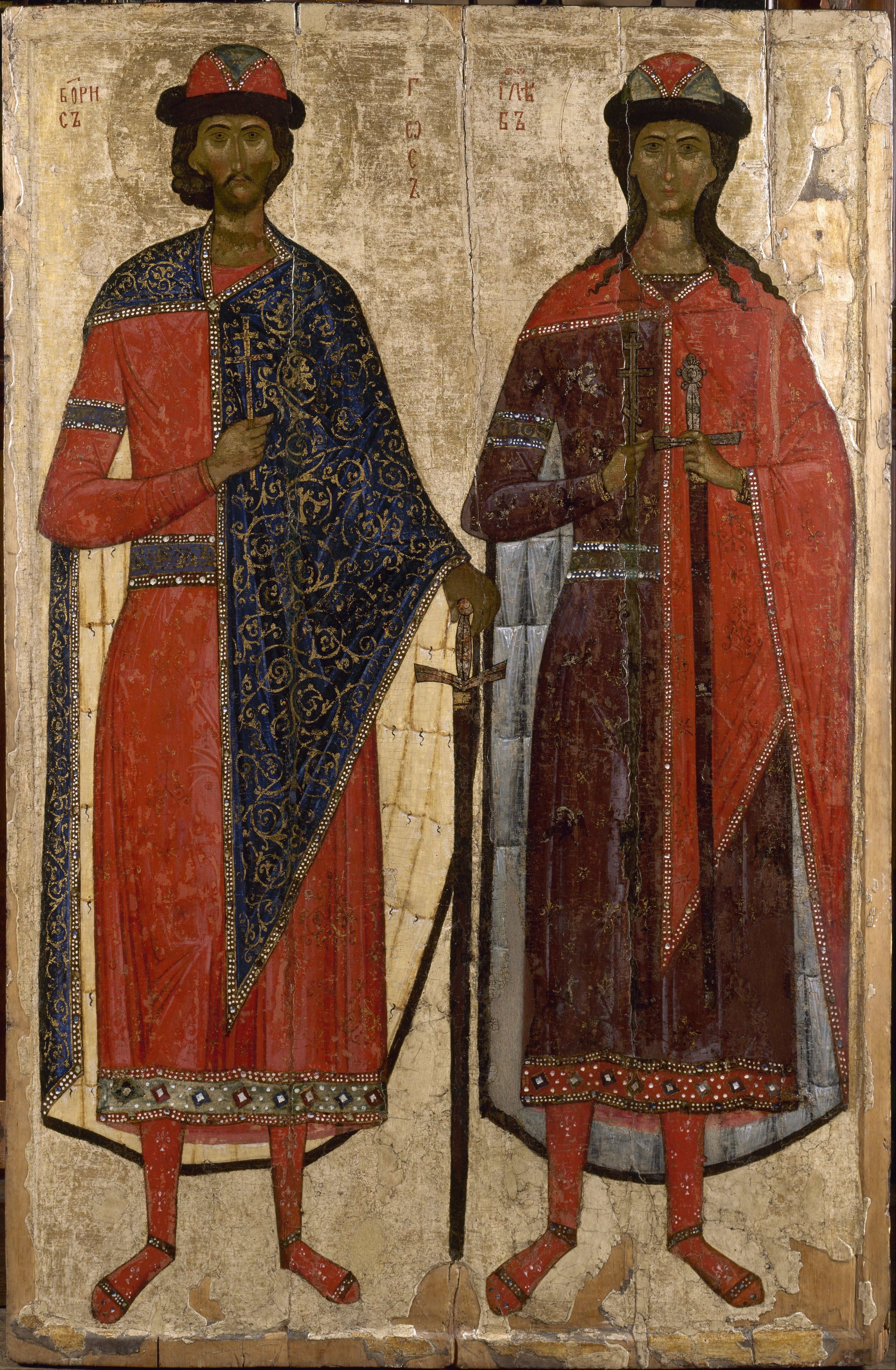
Saints Boris et Gleb (Vladimir, XIVe siècle)
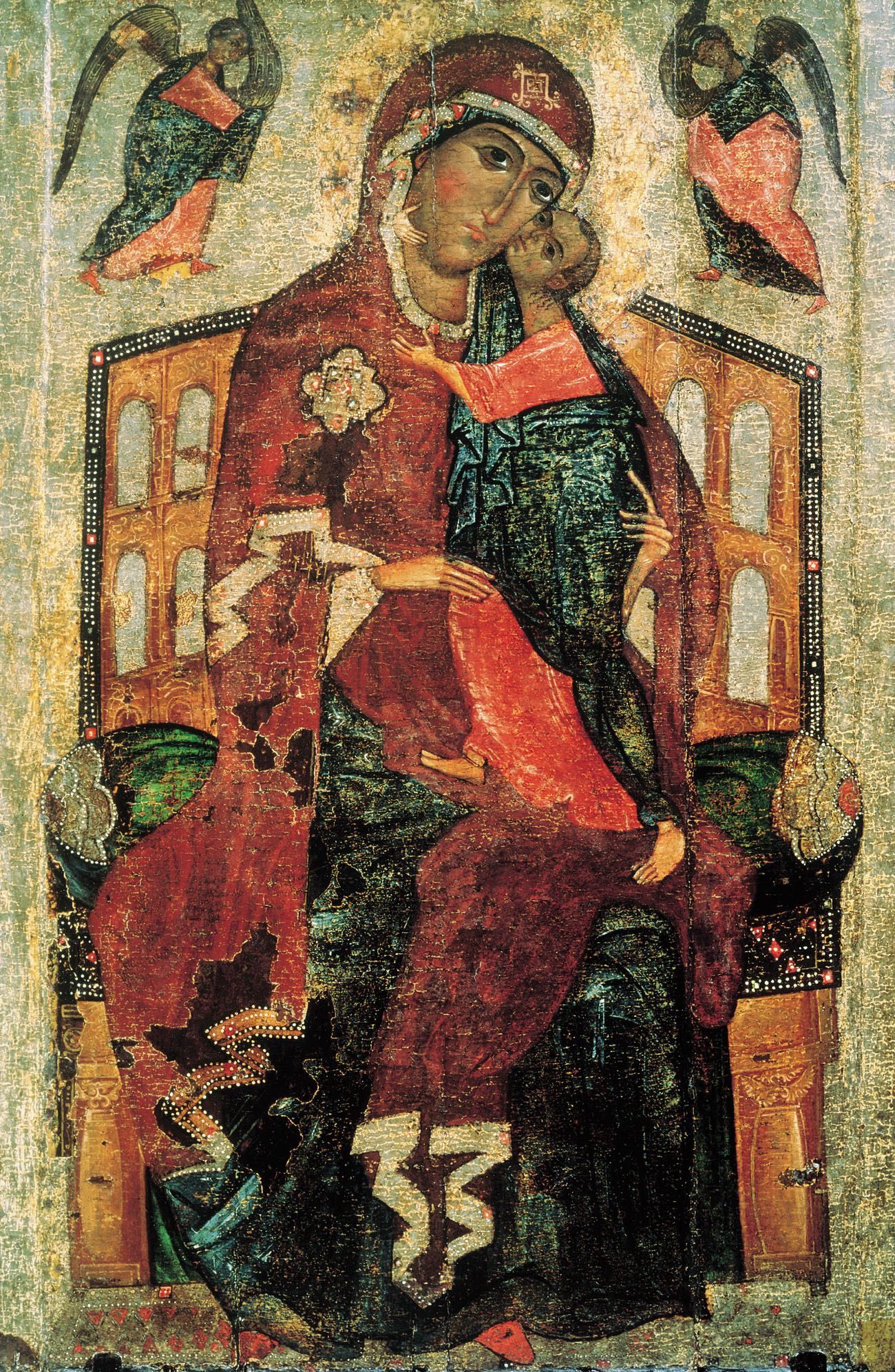
La Vierge de Tolga (près de Iaroslavl, XIIIe siècle)
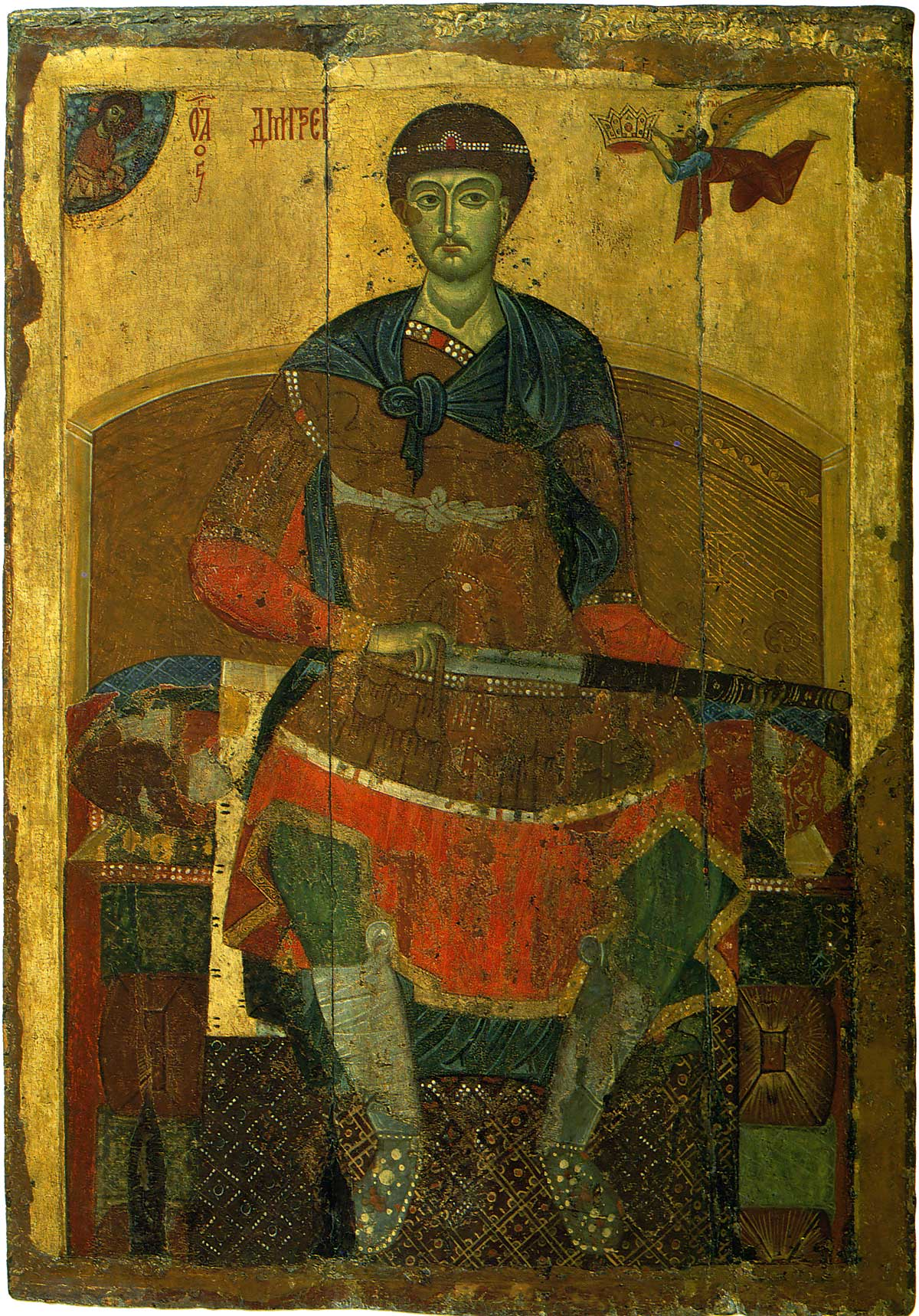
Saint Démétrios de Salonique (icône) XIIe siècle

## Icônes de Moscou
Moscou ne possédait pas de tradition culturelle comme les autres villes russes. Au XIIe siècle et au XIIIe siècle il n'y a pas d'icônes, ni de fresques d'ailleurs.
Vers le début du XIVe siècle, elle développe peu à peu une création originale inspirée par les autres centres et à la fin de ce siècle la ville devient le centre de la création en Russie.
Au début du XVe siècle, Théophane le Grec et Andreï Roublev travaillent aux fresques de la cathédrale de l'Annonciation au Kremlin. Théophane vient de Novgorod à la demande des Moscovites. Quant à Roublev, c'est la première fois en 1405 que son nom est cité par les chroniques. Plus tard, tout en décorant les murs des cathédrales avec Daniil Tcherny, il créera de nombreuses icônes dont une faible partie nous est parvenue et qui sont les œuvres les plus accomplies de l'art russe ancien.

Icônes de Moscou
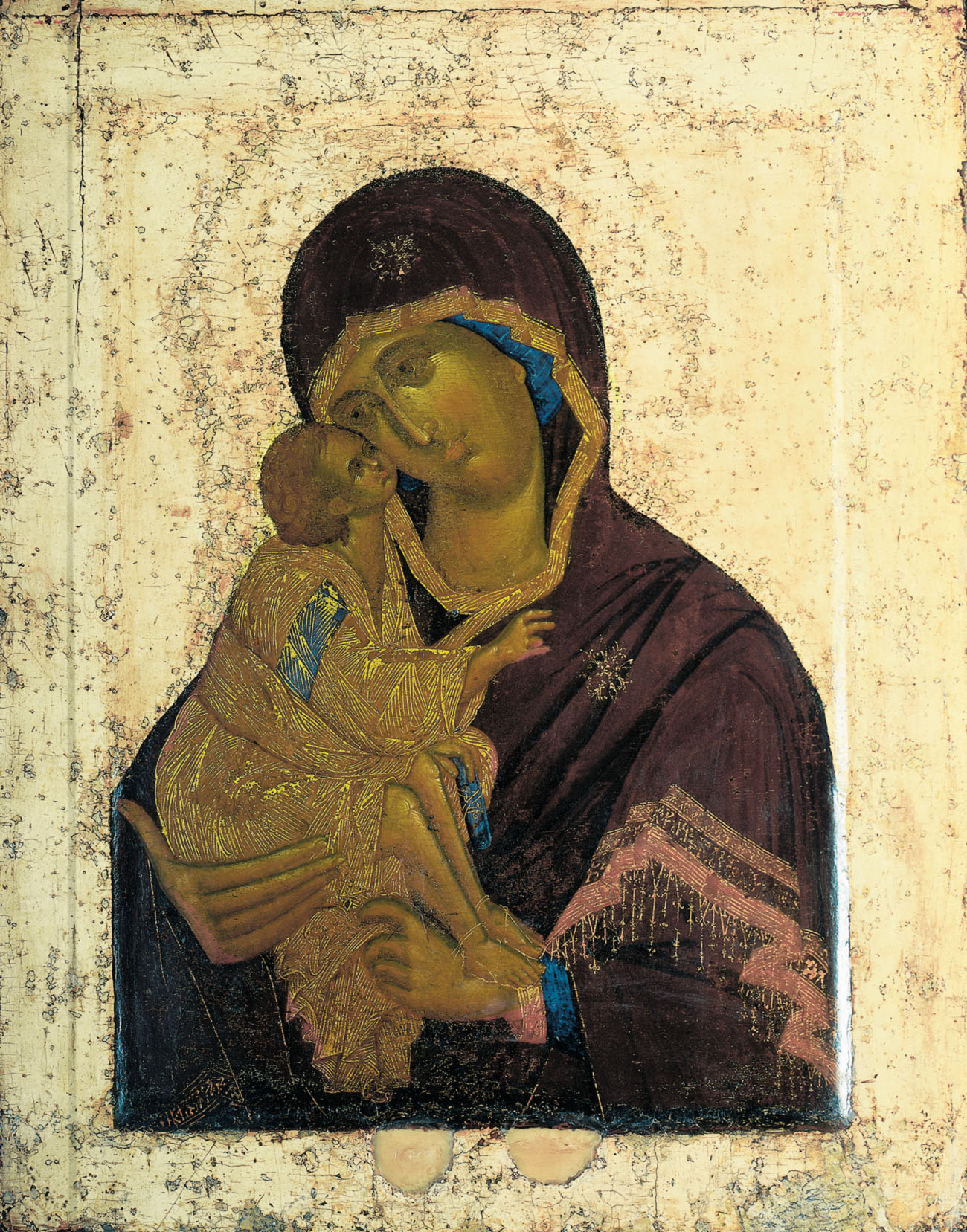
Théophane le Grec, La Vierge du Don
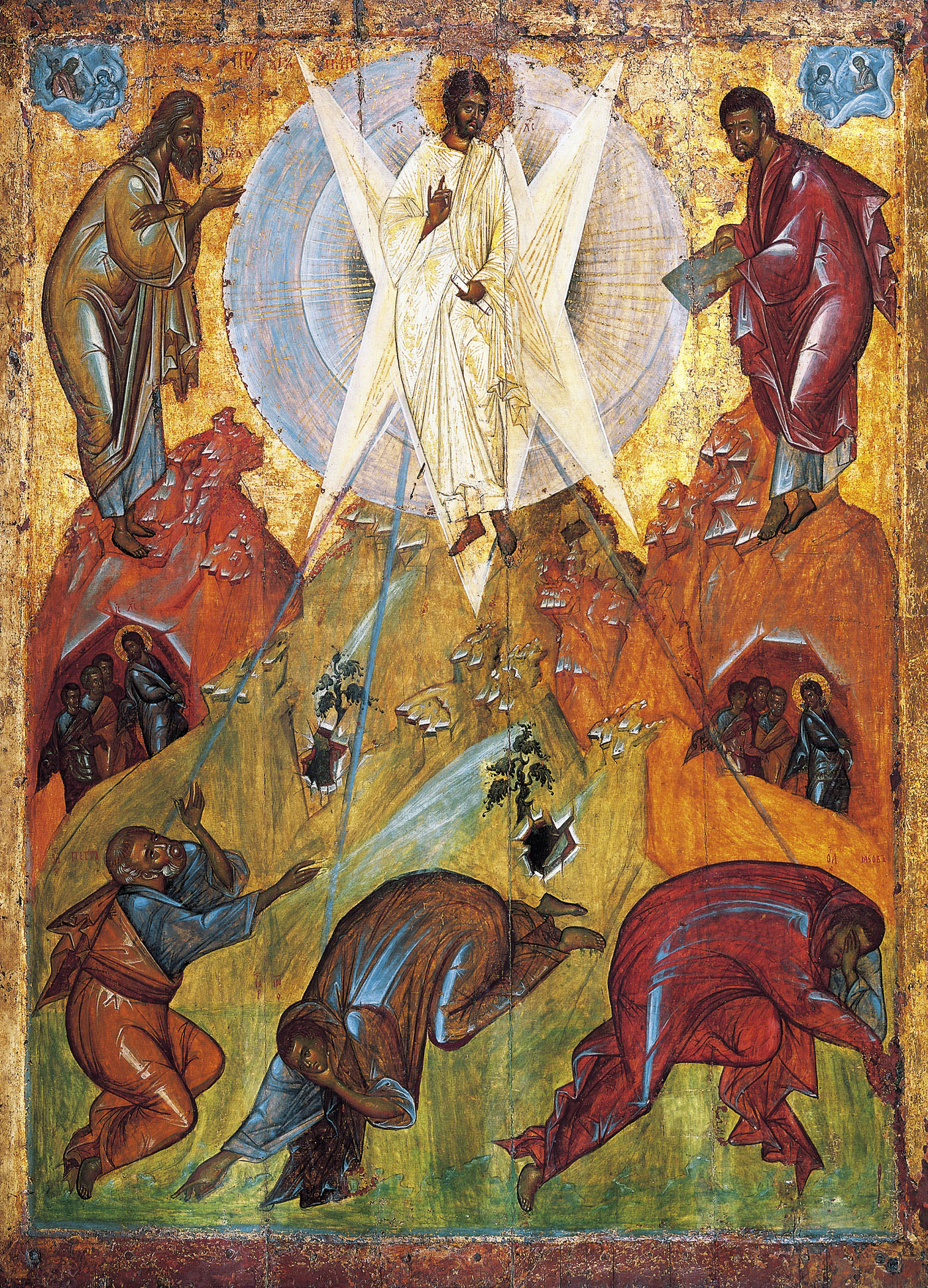
Théophane le Grec (?) La Transfiguration (1403 Galerie Tretiakov), 1408
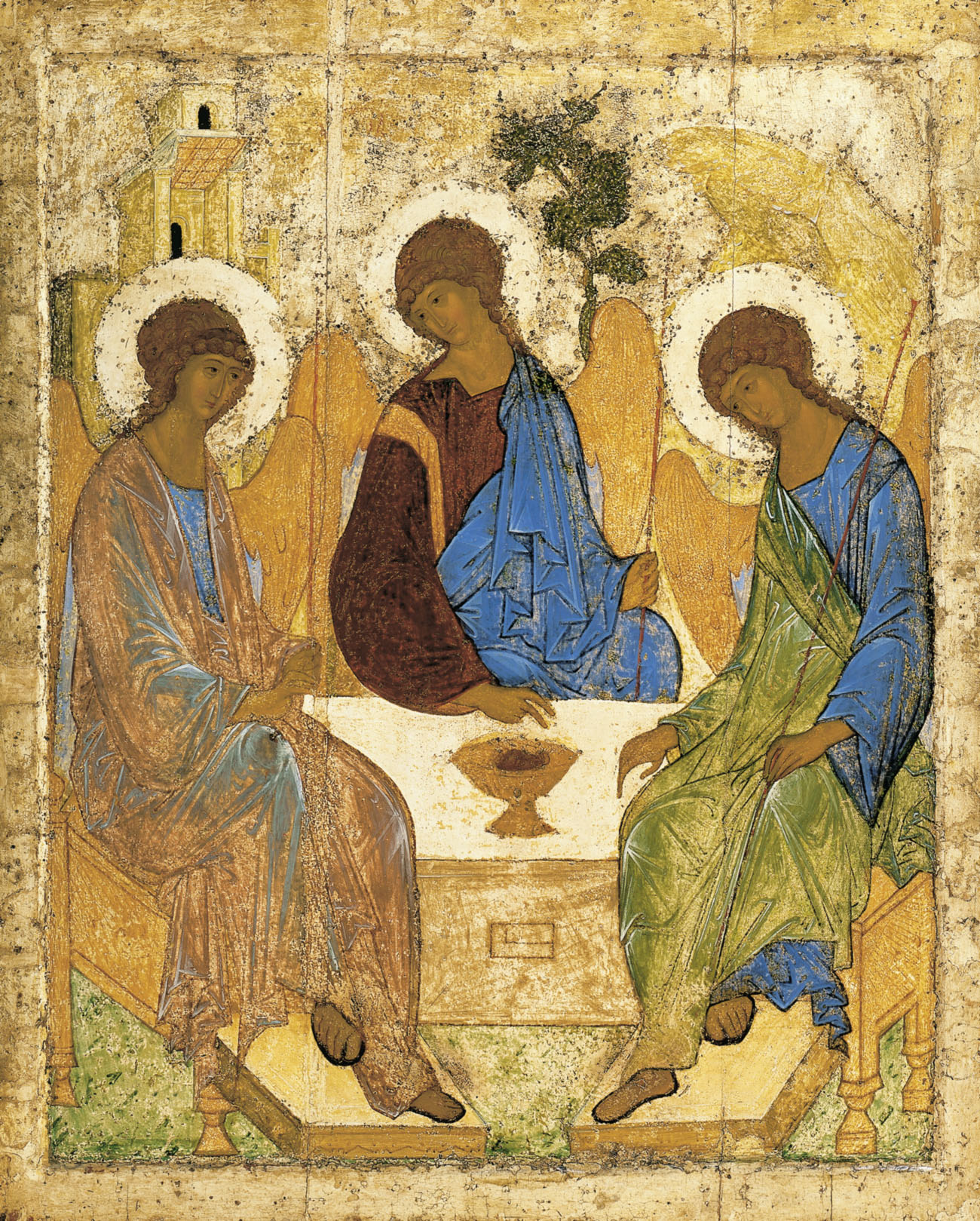
Icône de la Trinité /Andreï Roublev

## Icônes  de Vologda
L'école iconographique de Vologda  est une école et un style qui s'est formé et développé du XIVe siècle au XVIe siècle dans la ville de Vologda en Russie et dans les territoires proches de cette ville. Elle a été influencée par les écoles des grandes villes russes : Novgorod, Rostov Veliki, Moscou mais  conservait toutefois des caractéristiques propres indépendantes.